# Raïon de Haïssyn
Le raïon de Haïssyn (ukrainien : Гайсинський район, transcription du russe : raïon de Gaïssine) est une subdivision administrative de l'oblast de Vinnytsia, dans l'Ouest de l'Ukraine. Son centre administratif est la ville de Haïssyn.
Depuis le 19 juillet 2020 le raïon est agrandi aux dépens de ses voisins dans le cadre de la réforme administrative de l'Ukraine.

## Lieux d’intérêt

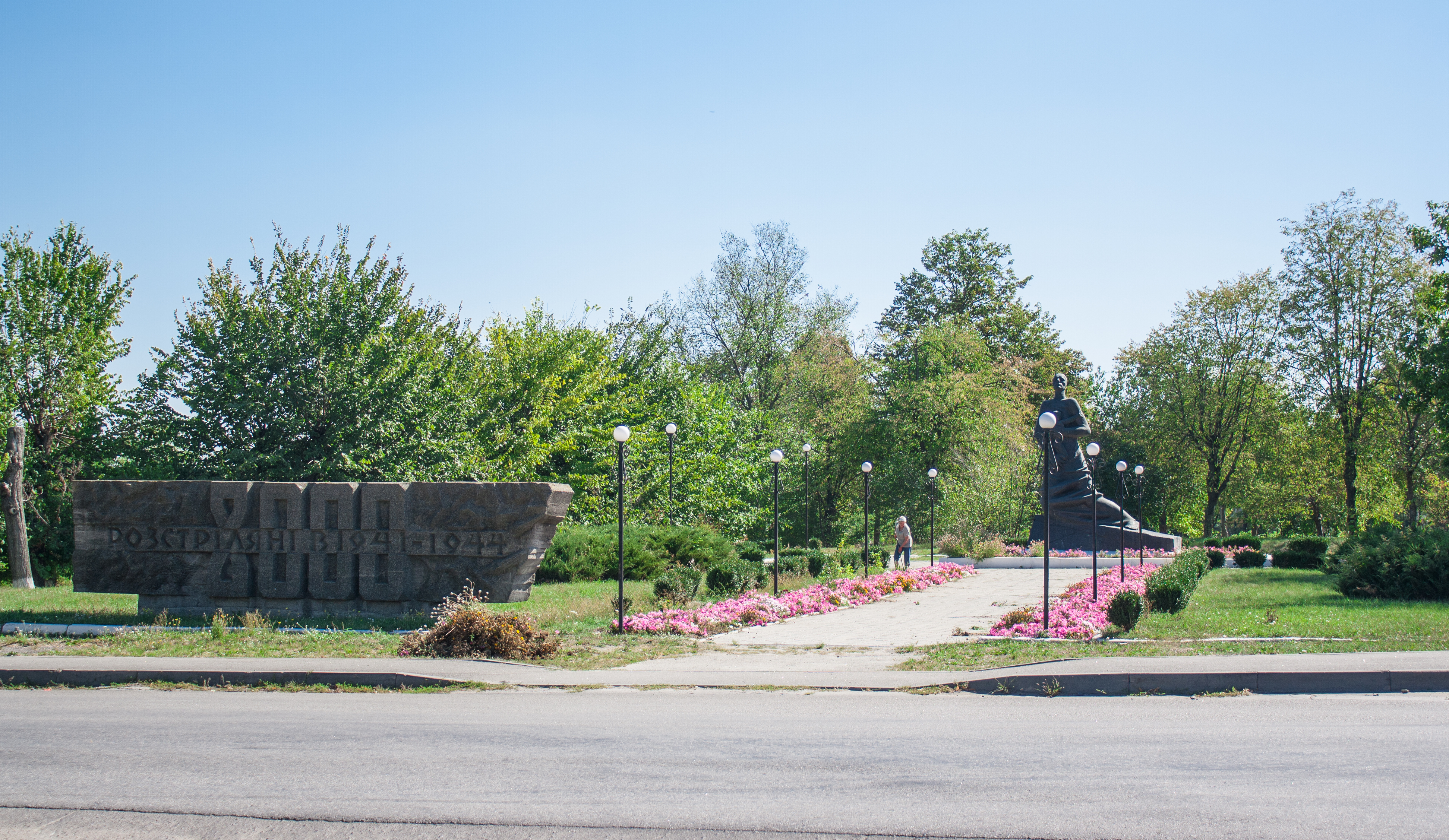
Aux victimes du national socialisme, classé[1],
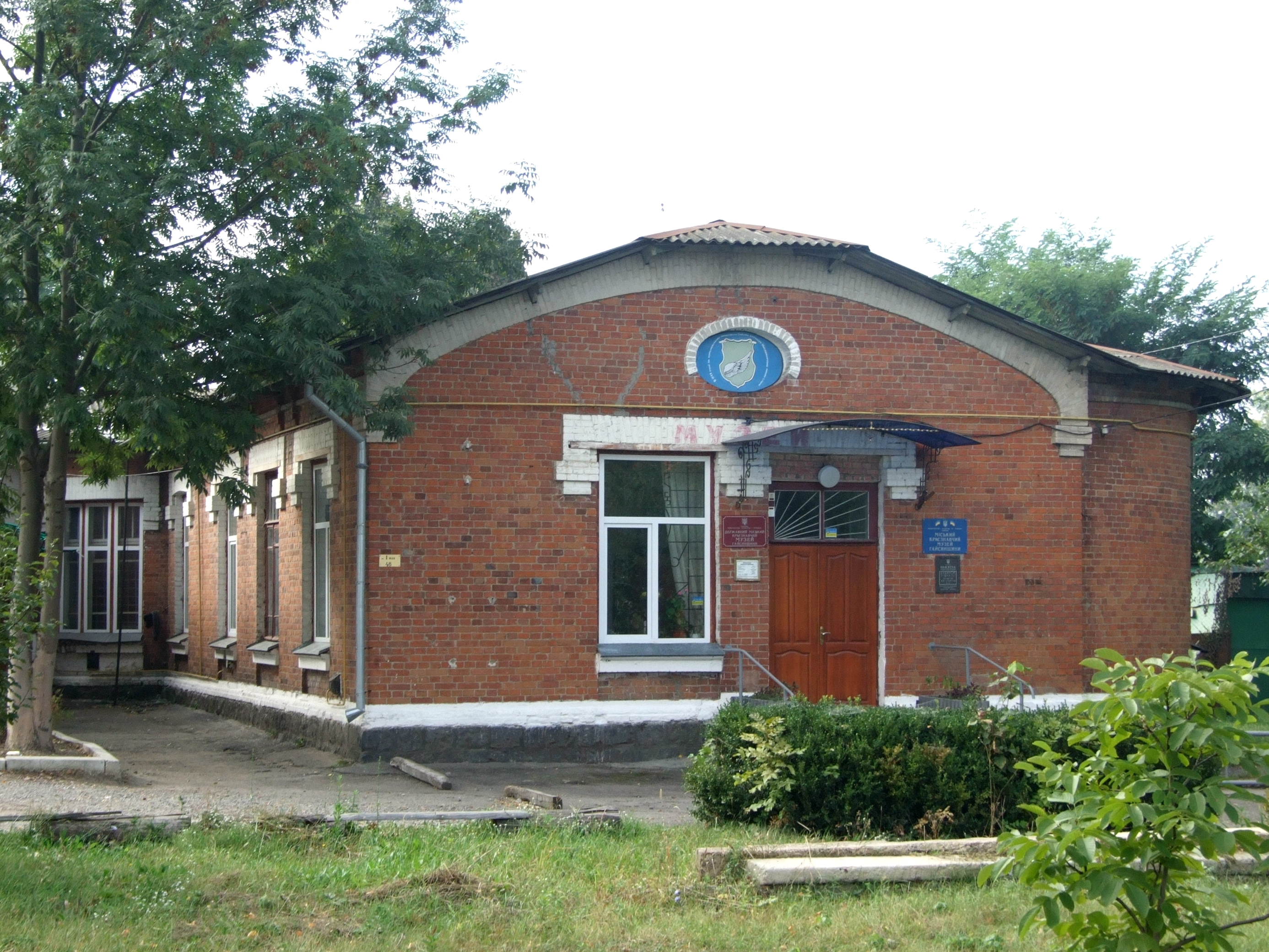
musée d'histoire et d'ethnographie, classé[2],
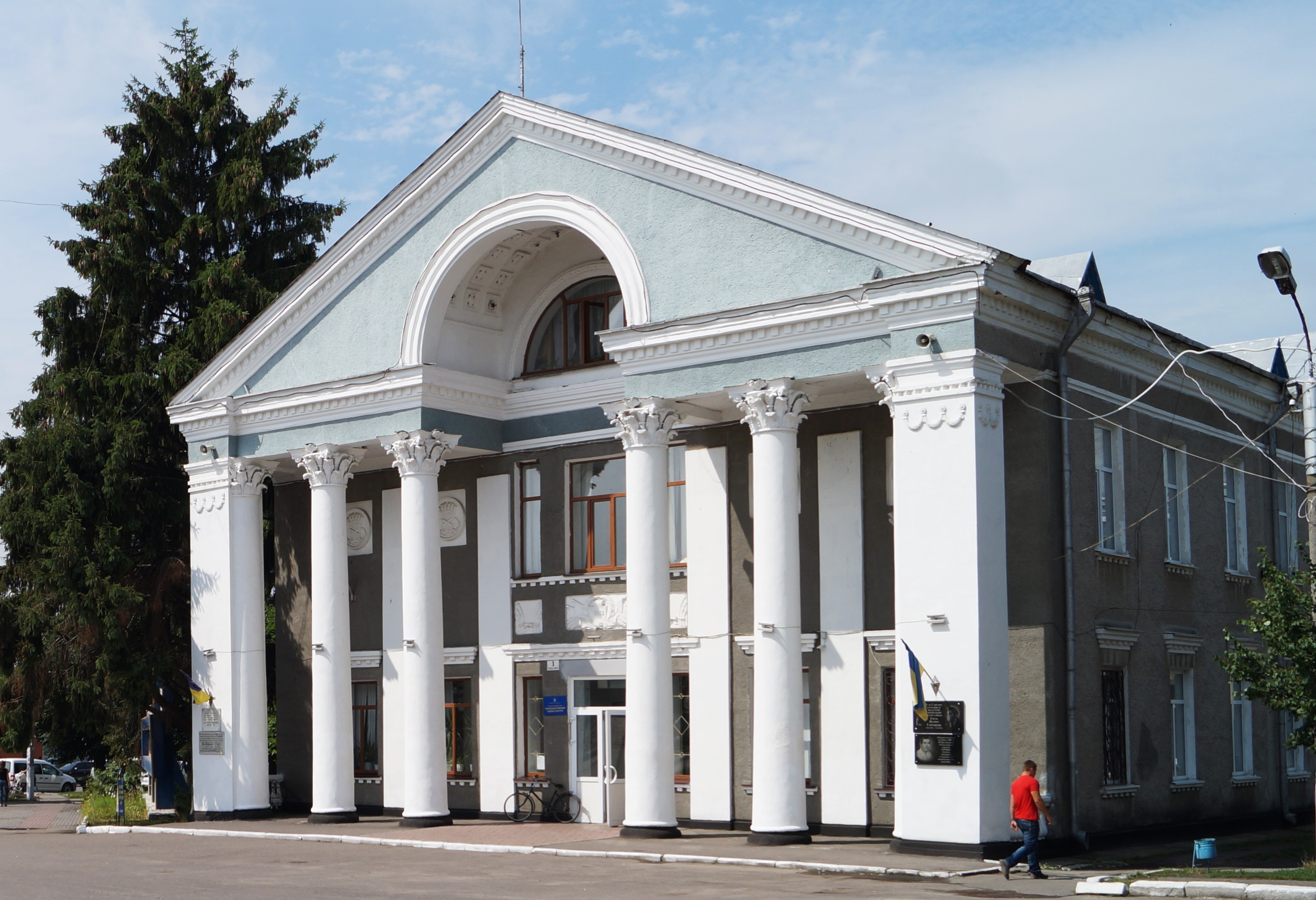
maison de la culture, classée[3],
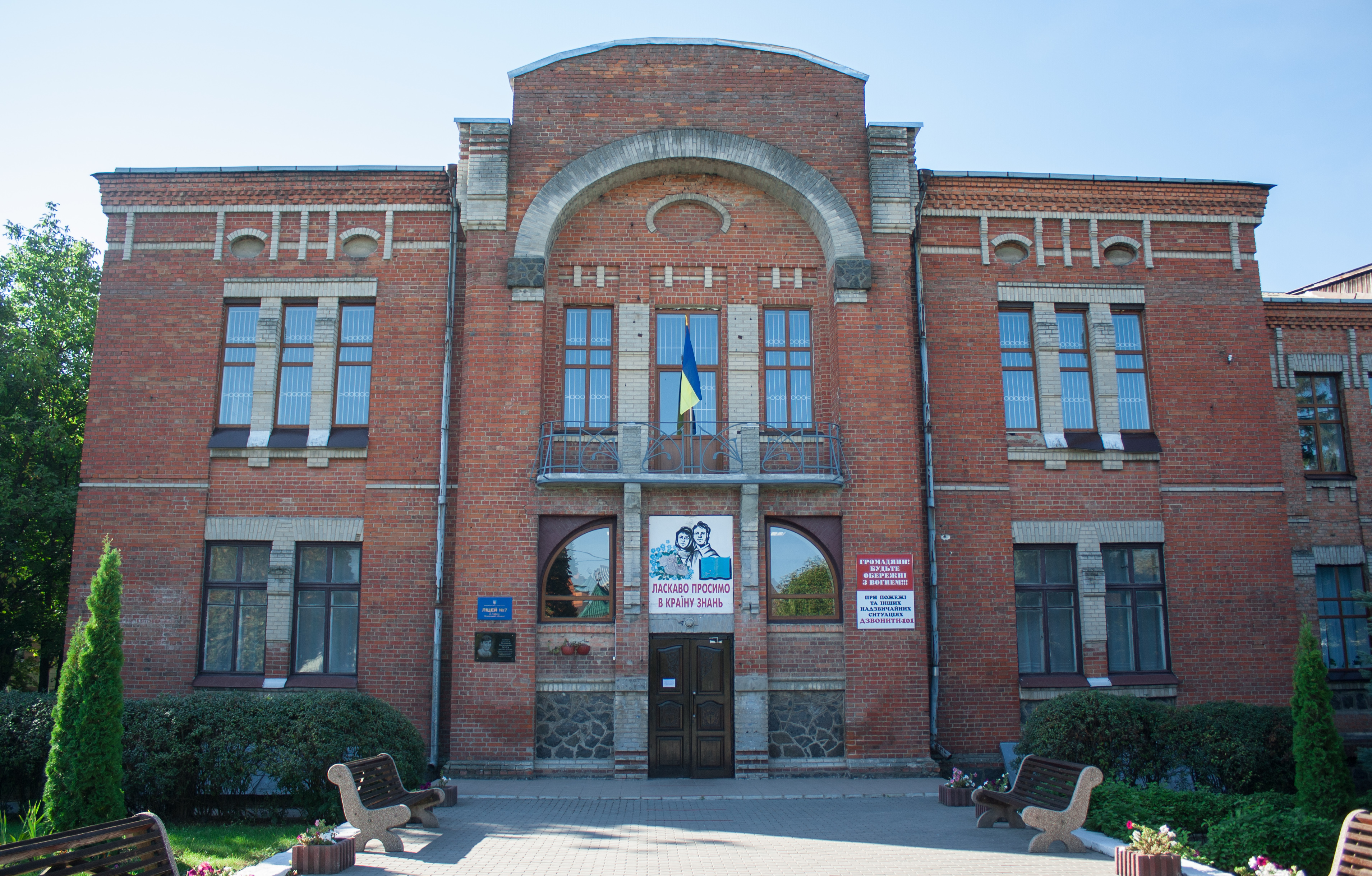
gymnasium, classée[4],
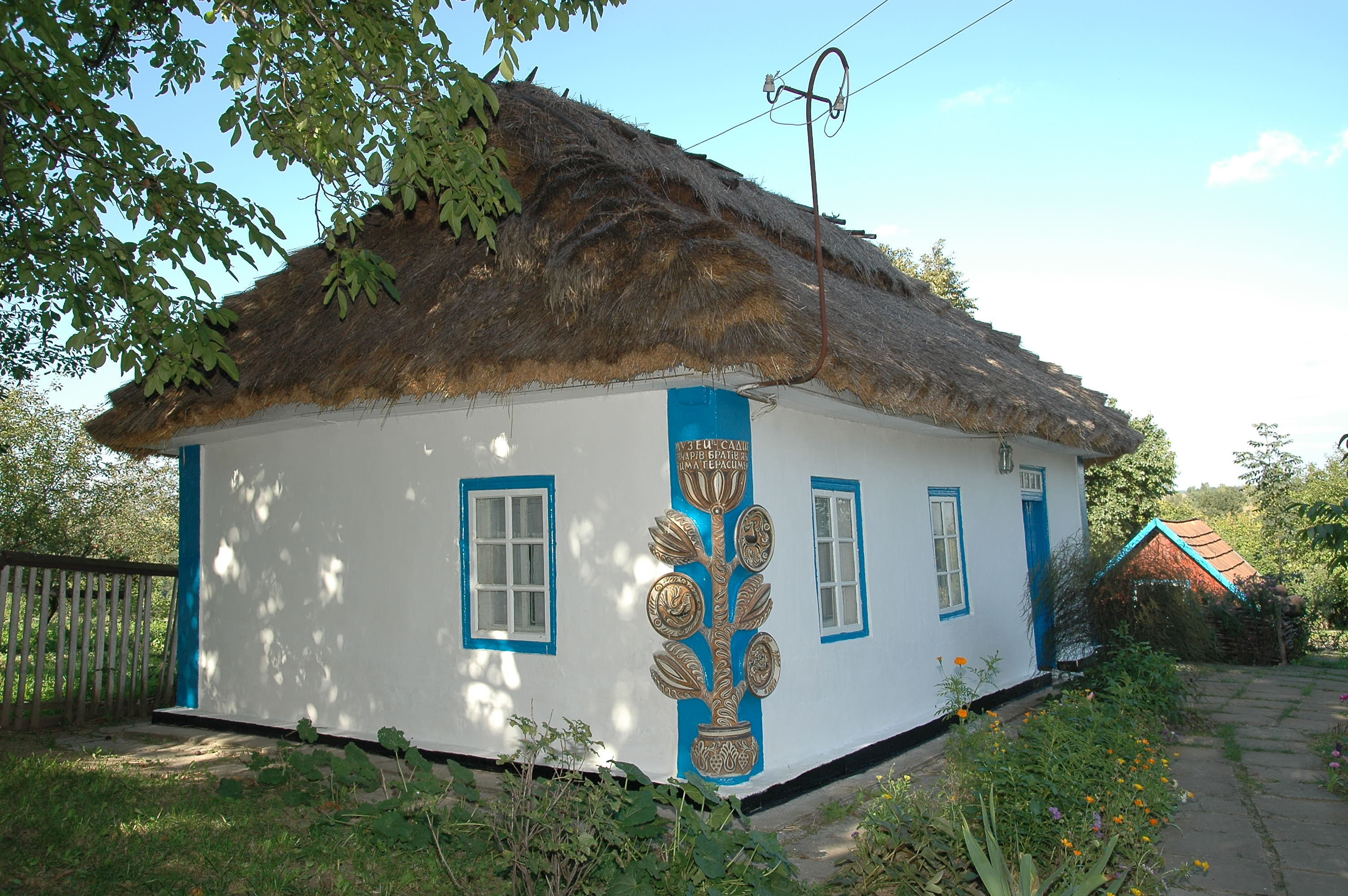
musée à Novosselivka, classée[5],
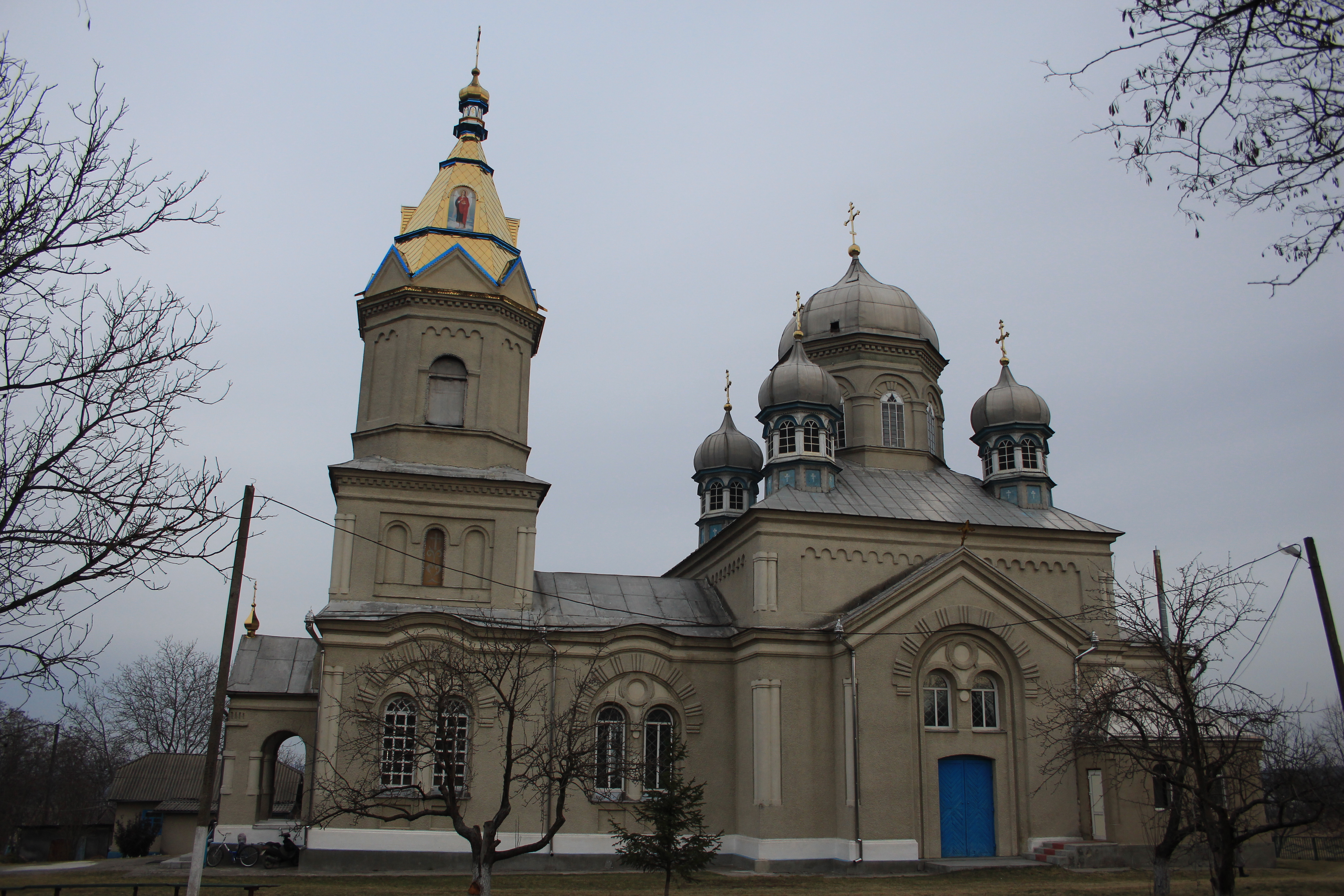
église de l'Intercession à Floryn, classée[6],
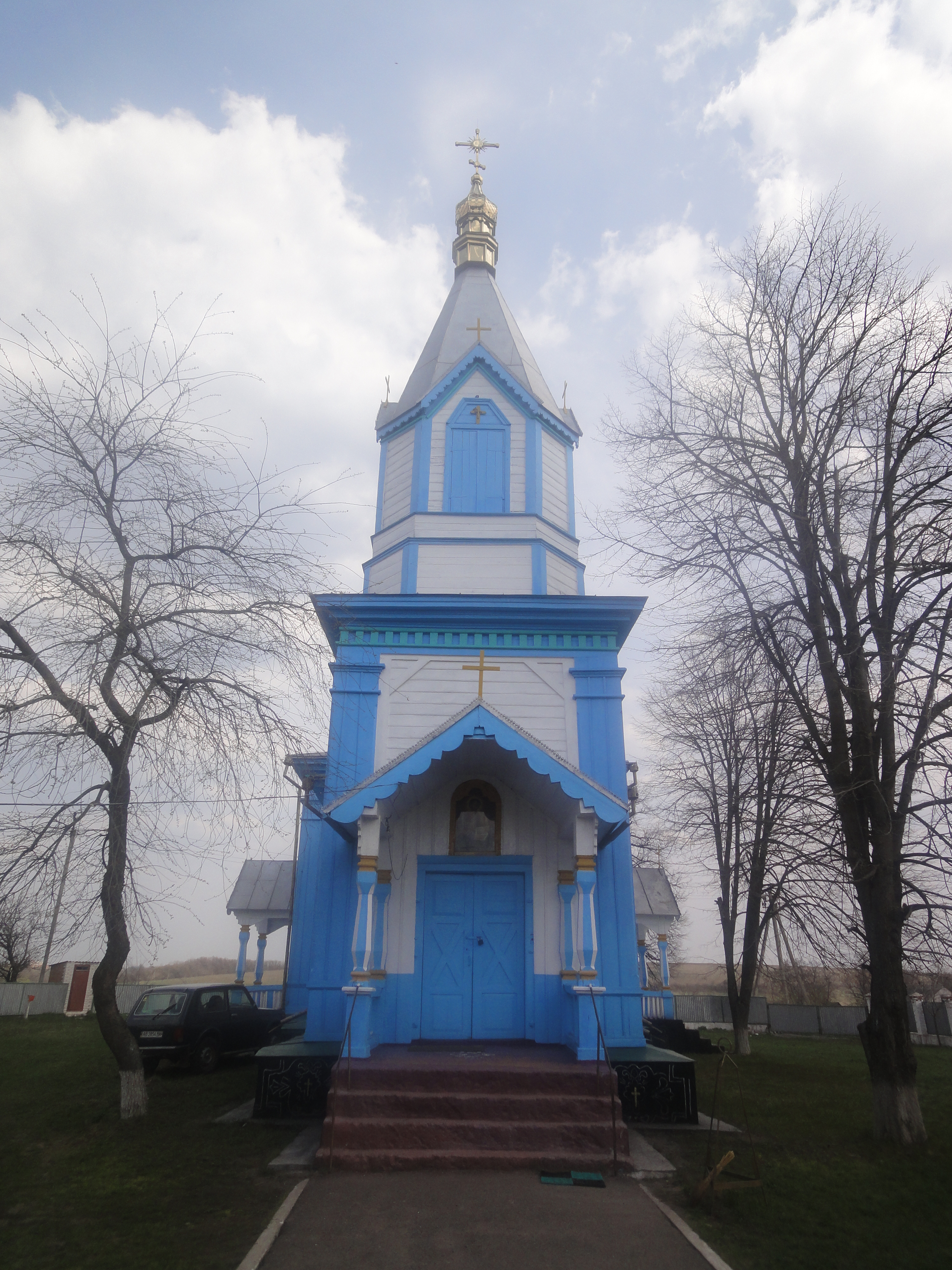
église st-Luc à Choumylyv.